# Merobruchus major
Merobruchus major är en skalbaggsart som först beskrevs av Henry Clinton Fall 1912.  Merobruchus major ingår i släktet Merobruchus och familjen bladbaggar. Inga underarter finns listade i Catalogue of Life.